# Verbandsgemeinde Liebenwerda
Verbandsgemeinde Liebenwerda – gmina związkowa w Niemczech, w kraju związkowym Brandenburgia, w powiecie Elbe-Elster. Siedziba gminy związkowej znajduje się w mieście Bad Liebenwerda. Powstała 1 stycznia 2020 jako pierwsza w tym kraju związkowym. 
Pozostałe gminy związkowe znajdują się w krajach związkowych Nadrenia-Palatynat od 1968 oraz Saksonia-Anhalt od 2009.

## Podział administracyjny
Gmina związkowa zrzesza cztery gminy miejskie (Stadt):
1. Bad Liebenwerda
2. Falkenberg/Elster
3. Mühlberg/Elbe
4. Uebigau-Wahrenbrück